# Mintuci

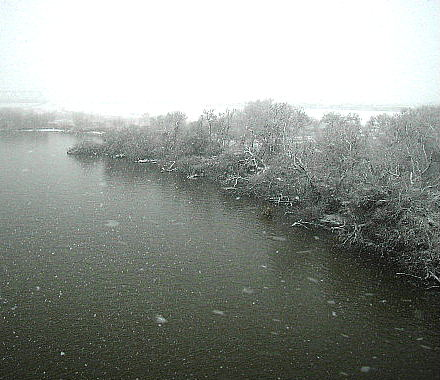
Ishikari – jedna z rzek zamieszkiwanych według legend przez mintuci

Mintuci (Ainu ミントゥチ; także mintuci kamuj, w lit. japońskiej pojawia się także forma mintsuchi (jap. ミンツチ)) – nadprzyrodzone stworzenie z mitologii Ajnów, pół-człowiek-pół-bestia, duch żywiołu wody. Słowo „mintuci” jest prawdopodobnie związane z japońskim słowem mizuchi, oznaczającym smoka (również związanego z żywiołem wody). Często opisywany jako wyglądający jak kappa.
Według legend, kiedy Japończycy w okresie Edo przybyli na Hokkaido w celu nawiązania stosunków handlowych z Ajnami, na ich statki wkradł się demon ospy. Wybuch ospy spowodował śmierć wielu Ajnów. Okikurumi (według innych wersji sami Ajnowie) zrobił 61 kukieł z łodyg piołunu i wysłał je do walki z demonem. Wszystkie kukły z wyjątkiem jednej utonęły, a tej niezatopionej udało się pokonać demona ospy. Kukły stały się bóstwami „mintuci”, pomagającymi ludziom w przypadku choroby lub przeciwności losu.
Mintuci były opisywane jako stwory mające na głowie łyse plamy, fioletowoczerwoną skórę i nogi ptaka lub żaby. Ręce mintuci, tak jak u kappy, były połączone wewnątrz, więc po wyrwaniu jednej, druga sama za nią wypadała. Mintuci z różnych regionów mają swoje własne charakterystyczne cechy: mintuci z rzeki Ishikari są całkowicie łyse, zarówno samice, jak i samce. Mintuci z miasta Ikeda z niziny Tokachi wyglądają jak mali starcy lub staruszki.
Mintuci, zgodnie z popularnymi przekonaniami, kontrolują ryby i mogą przynosić szczęście rybakom w zamian za ofiarę w postaci topielca. Mintuci przypisuje się również zdolności do zwiększania liczby łowów podczas polowań. Istnieją legendy, że adoptowane mintuci pod postacią dziewczynki stawały się przyczyną dobrobytu adoptującej rodziny. Dobrobyt miasta Asahikawa i rzeki Saru był tłumaczony ochroną ze strony mintuci.
Podobnie jak kappy, mintuci mogą polować na ludzi i zwierzęta gospodarskie, wciągając je pod wodę, śledzić ludzi, i opętywać kobiety, które potem uwodziły mężczyzn.